# Cirilo Amorós
Cirilo Amorós y Pastor (Valencia 9 de julio de 1830-Valencia, 27 de febrero de 1887) fue un abogado, jurista y político español, que llegó a ejercer como gobernador civil de Valencia.

## Biografía
Militante activo del Partido Moderado, llegando a ser presidente de su Consejo Provincial, labor que alternó con su profesión de abogado. 
Se involucró de lleno en la sociedad civil valenciana de la época, interviniendo en diversas entidades públicas y auspiciando proyectos empresariales; cabe destacar el nacimiento de empresas como la Sociedad Valenciana de Tranvías o la Caja de Ahorros de Valencia, y colaboraciones con otras, tales como una compañía naviera o la del Ferrocarril de Almansa-Valencia.
Ejerció de gobernador civil de Valencia en 1865. En esta época apoyó los nuevos proyectos urbanísticos, solicitando licencia a la reina Isabel II para el derribo de la muralla de la ciudad, joya de la arquitectura medieval que se perdió para siempre, en aras del "progreso", creándose lo que se pasó a denominar el Ensanche de la ciudad. Impulsó el asfaltado de las calles de Valencia y contribuyó a la creación del Cuerpo de Bomberos.
En diciembre de 1874 colaboró con Martínez Campos, interviniendo en la proclamación de Alfonso XII en Sagunto.
El 27 de febrero de 1887 falleció en su domicilio de Valencia, el número cuarenta y seis de la calle que hoy lleva su nombre.
- Diputado en Cortes por Liria y por Játiva.
- Fundador del primer Círculo alfonsino de Valencia .
- Miembro del Consejo de Notables que redactó la Constitución española de 1876.
- Decano del Colegio de Abogados.
- Gobernador civil interino (1865).
- Miembro de la Real Sociedad Económica de Amigos del País de Valencia.
- Designado director general de Registros y subsecretario de Gracia y Justicia (1884).
- Socio fundador y presidente de Lo Rat Penat (1886).

- Datos: Q8346405